# Cornelius Hell

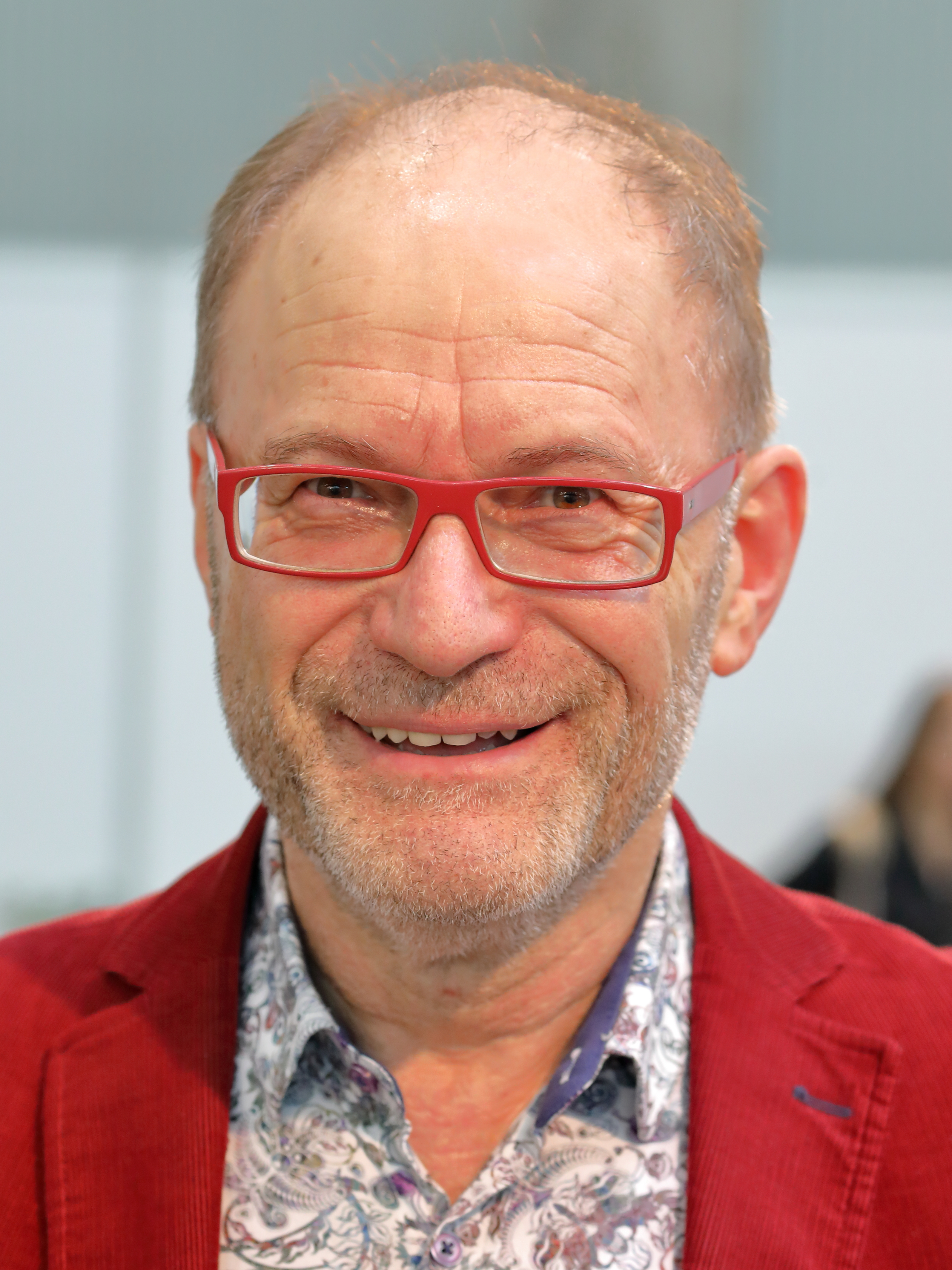
Cornelius Hell (2019)

Cornelius Hell (* 18. April 1956 in Salzburg) ist ein österreichischer Literaturkritiker, Übersetzer und Essayist.

## Leben
Nach dem Studium der Germanistik und Theologie war Cornelius Hell 1984–1986 Lektor für deutsche Sprache und österreichische Literatur an der Universität Vilnius. Danach war er Verlagslektor und Leiter des Literaturforums Leselampe in Salzburg. 1992 bis 2005 war er Lehrbeauftragter an der Universität Mozarteum in Salzburg; weitere Lehrtätigkeit an den Universitäten Wien, Salzburg und Klagenfurt. 2002 bis 2008 war Hell Feuilleton-Chef in der österreichischen Wochenzeitung Die Furche. Mittlerweile ist Hell Autor von mehr als 200 Sendungen für den ORF und den Bayerischen Rundfunk, Juror der ORF-Bestenliste und regelmäßiger Mitarbeiter der Zeitschrift Literatur und Kritik;

## Werkverzeichnis
- Ohne Lesen wäre das Leben ein Irrtum. Streifzüge durch die Literatur von Meister Eckhart bis Elfriede Gerstl. Sonderzahl, Wien 2019. ISBN 978-3-85449-523-9.
- Der eiserne Wolf im barocken Labyrinth. Erwachendes Vilnius, Picus Verlag Februar 2009, ISBN 978-3-85452-951-4.
- Lesen ist Leben, Wieser (2007), ISBN 978-3-85129-569-6
- Meldung über Gespenster. Erzählungen aus Litauen, Müller (Otto), Salzburg (2002), ISBN 978-3-7013-1053-1
- Das Stieropfer. Erzählungen aus Litauen, von Cornelius Hell (Autor), Antanas Gailius (Autor), Müller (Otto), Salzburg (Mai 2001), ISBN 978-3-7013-0794-4
- Christsein auf eigene Gefahr: Porträts und Perspektiven, Thaur (1999), ISBN 978-3-85400-042-6
- Skepsis, Mystik und Dualismus. Eine Einführung in das Werk E. M. Ciorans, Bonn 1985, ISBN 978-3-416-01814-2

## Übersetzungen aus dem Litauischen
- Gedichte und Prosa von Eugenijus Ališanka, Laurynas Katkus und Herkus Kunčius. In: Europaexpress. Ein literarisches Reisebuch. Hrsg. von Thomas Wohlfahrt und Christiane Lange. Frankfurt am Main, Eichborn 2001, 181–197 und 554–558.
- Vytautas Kubilius: Literatur in Freiheit und Unfreiheit. Litauische Literatur von der Staatsgründung bis zur Gegenwart. (Übers. zusammen mit Lina Pestal). Athena Verlag, Oberhausen 2002
- Gedichte von Alfonsas Nyka-Niliūnas, Algimantas Mackus, Vytautas Bložė und Nijolė Miliauskaitė in Heft 5/Oktober 2002 der Zeitschrift Akzente
- Antanas A. Jonynas, Mohnasche / Aguonų pelenai. Gedichte / Eilėraščai. Oberhausen/Vilnius, Athena Verlag/Verlag Vaga, 2002
- Laurynas Katkus: Pause am Straßenrand. Ein Dankeswort an die französischen Geografen. In: Passagen. Pro Helvetia Kulturmagazin Nr. 36 (Frühjahr 2004), S. 34–41
- Gedichte von Rimvydas Stankevičius, Kornelijus Platelis, Donaldas Kajokas, Antanas A. Jonynas, Birutė Mar und Daiva Čepauskaitė für die Homepage www.lyrikline.org
- Marius Ivaškevičius: Madagaskar. Theaterstück für die Aufführung im Rahmen der Wiener Festwochen 2005
- Gedichte von Tautvyda Marčinkevičiutė. In: Top 22 Teil II „the only way is up...“ Hrsg. von Wolfgang Kühn. Edition Aramo, Krems/Stein 2005, 246–266
- Marius Ivaškevičius: Der Nachbar. Stück in drei Akten. In: Neue Dramen. Osteuropäisches Theater. Eine Anthologie. Projekt Internationales Theaterinstitut der UNESCO – Centrum Österreich. KulturKontakt Austria. Band 1. Hrsg. v. Helga Dostal. Österreichischer Bühnenverlag Kaiser & Co., Wien 2006, S. 13–77, ISBN 978-3-9502263-0-0
- Sigitas Parulskis, Drei Sekunden Himmel (Auszug). In: Krachkultur Ausgabe 11 / 2007, 65–70
- Vytautas Toleikis, Verdrängung, Aufarbeitung, Erinnerung. Das jüdische Erbe in Litauen. In: osteuropa, 58. Jahrgang/Heft 8–10 (August–Oktober 2008), 455–464
- Herausgabe von Band 2/2009 „Litauen lesen“ der Literaturzeitschrift Die Rampe – darin Übersetzungen der Lyrik von Jonas Mekas und Dovilė Zelčiūtė, von Prosatexten von Vanda Juknaitė, Giedra Radvilavičiūtė, Jonas Mekas, Markas Zingeris und Herkus Kunčius sowie eines Dramenauszugs von Sigitas Parulskis. Der Band enthält auch ein ausführliches Gespräch mit Tomas Venclova.

## Auszeichnungen
- 1996 Österreichischer Staatspreis für Wissenschaftspublizistik
- 2004 Offizierskreuz des Ordens für Verdienste um die Republik Litauen und Preis des litauischen Schriftstellerverbandes für Lyrik-Übersetzungen in eine Fremdsprache
- 2003 und 2007 Übersetzerprämie des Bundesministeriums für Unterricht und Kunst
- 2007 Ehrende Anerkennung zum Dr.-Karl-Renner-Publizistikpreis
- 2018 Staatspreis für literarische Übersetzung[2]
- 2024 Preis der Stadt Wien für Publizistik[3]